# Inhibitor
Inhibitor (łac. inhibitio – powstrzymanie) – substancja chemiczna, która powoduje zmniejszenie szybkości reakcji chemicznej. Proces ten nazywa się inhibicją. Inhibitorem można nazwać zarówno substancję powodującą spowolnienie lub zatrzymanie reakcji niekatalizowanej, jak i substancję obniżającą aktywność katalizatora w reakcji katalizowanej. Ponieważ w przeciwieństwie do katalizatorów, inhibitory mogą ulegać zużyciu w trakcie reakcji, nazywanie ich ujemnymi katalizatorami jest niezalecane. Odwrotnym działaniem do inhibitora charakteryzuje się inicjator.
Inhibitory korozji to substancje, które już w niewielkim stężeniu powodują spowolnienie lub zatrzymanie korozji metali lub ich stopów.
W biologii istotne są inhibitory enzymów, zwane również truciznami enzymów.
Ze względu na mechanizm działania na enzym dzieli się je na:
- inhibitory kompetycyjne (konkurencyjne)
- inhibitory allosteryczne
- inhibitory niekompetycyjne